# Salaparuta rosso
Il Salaparuta rosso è un vino a DOC che può essere prodotto nel comune di Salaparuta in provincia di Trapani.

## Vitigni con cui è consentito produrlo
- Nero d'Avola minimo 65%,
- altri vitigni a bacca nera, non aromatici, idonei alla coltivazione per la provincia di Trapani, fino ad un massimo del 35%.

## Caratteristiche organolettiche
- colore: rosso rubino intenso;
- profumo: gradevole, fine;
- sapore: asciutto, armonico, strutturato;

## Produzione
Provincia, stagione, volume in ettolitri